# Черноногий тонкотел
Черноногий тонкотел (лат. Pygathrix nigripes) — вид приматов из семейства мартышковых. Ранее считался подвидом немейского тонкотела (Pygathrix nemaeus).

## Описание
Шерсть чёрная или тёмно-серая. Вокруг глаз жёлтые отметины. Борода и бакенбарды длинные, белого цвета. Шерсть нижней части тела более светлая, самая светлая на брюхе. Хвост очень длинный, белый. У самцов белые пятна на крестце, синяя мошонка и ярко-розовый пенис. Длина животного от 55 до 63 см, длина хвоста от 57 до 73 см. Вес самцов около 11 кг, вес самок около 8 кг.

## Распространение
Встречаются в Камбодже и южном Вьетнаме. Ранее считалось, что это очень редкий вид с маленьким ареалом, однако полевые исследования показали, что эти приматы достаточно широко распространены. В Камбодже они встречаются к востоку от Меконга, северная граница распространения неизвестна. В южном Вьетнаме ареал фрагментирован, простирается от уезда Шатхэй (провинция Контум) на севере до южных границ национального парка Каттьен.

## Поведение
Проводят почти всё время на деревьях, изредка спускаются на землю. Могут жить в сильно разрушенных вторичных лесах. Рацион преимущественно состоит из листьев, также в рационе семена, фрукты и цветы. Эти приматы непугливы, что делает охоту на них особенно лёгкой.

## Размножение
Нет выраженного сезона размножения. Сигнал к спариванию даёт самка. Она пристально смотрит на самца, выпятив подбородок и покачивает головой из стороны в сторону. Если самец принимает сигнал, начинается спаривание. Беременность длится от 180 до 190 дней. Самка приносит приплод каждые 1—3 года. В помёте один, редко два детёныша. Продолжительность жизни составляет до 30 лет.

## Статус популяции
Крупнейшая популяция, оценивающаяся в 42 тыс. особей (27309—66460 с доверительным интервалом в 95 %) в провинции Мондолькири, Камбоджа. Во Вьетнаме крупнейшая популяция в национальном парке Ныйтьыа (en:Núi Chúa National Park) в провинции Ниньтхуан (500—700 особей). Главной угрозой популяции является охота. Местное население использует мясо этих животных для приготовления снадобий народной медицины. Другая угроза — разрушение среды обитания.